# Shirleys Bay
Die Shirleys Bay ist eine Bucht am Ottawa River und befindet sich ca. 15 Kilometer vom Stadtzentrum Ottawas in der kanadischen Provinz Ontario entfernt. Shirleys Bay ist auch der Name eines Forschungskomplexes am Ufer der Bucht.
Auf dem Gelände befindet sich im abgesperrten Bereich ein ziviles und militärisches Forschungszentrum für Telekommunikation der kanadischen Streitkräfte. Die Organisationen, welche die Forschungen betreiben, sind: Defence Research and Development Canada, Communications Research Centre, das  David Florida Laboratory der Canadian Space Agency, Royal Canadian Mounted Police Firearms Training Unit, Department of Defence firearms training area und das Connaught Army Cadet National Summer Training Centre.

## Project Magnet
Project Magnet war ein UFO-Forschungsprojekt, welches durch das Department of Transport (DOT) am 2. Dezember 1950 begonnen wurde. Das Projekt lief unter der Leitung von  Wilbert B. Smith, einem Leitenden Ingenieur der damaligen (DOT) Broadcast and Measurements Section.
Das Projekt lief offiziell bis Mitte 1954 und inoffiziell bis zum Tod von Wilbert B. Smith im Jahre 1962.
Die damalige Station war mit Funk- und Radioabhöreinrichtungen, Geigerzählern und Kameras ausgestattet. Am 8. August 1954 wurden ungewöhnliche Signale aufgezeichnet. Die Kameras konnten jedoch aufgrund von Nebel nichts aufzeichnen. Alle Ergebnisse, die zur Aufklärung hätten beitragen können, wurden als geheim deklariert und bis heute nicht veröffentlicht.